# Stubbe – Von Fall zu Fall: Havanna Dream
Havanna Dream ist ein deutscher Fernsehfilm von Richard Engel aus dem Jahr 2001. Es handelt sich um den neunzehnten Filmbeitrag der ZDF-Kriminalfilmreihe Stubbe – Von Fall zu Fall mit Wolfgang Stumph in der Titelrolle.

## Handlung
Kommissar Zimmermann hat seinem Kollegen Stubbe seinen alten VW Käfer zum Kauf angeboten, da dieser ein Geburtstagsgeschenk für seine Tochter Christiane sucht. Nach eingehender Probefahrt ist Stubbe davon überzeugt, genau das Passende für ihren 18. Geburtstage gefunden zu haben. Um den Abschluss des Geschäftes zu feiern, fahren beide in das Lokal Havanne Dream, um dort eine echte kubanische Zigarre zu rauchen. Da erfolgt unerwartet ein Giftanschlagsfall auf den dort seit fünf Jahren arbeitenden Kubaner Jesus Martinez. Es finden sich Hinweise auf den Striplokalbesitzer Pistorius als möglichen Täter, mit dem das Opfer vor kurzem einen Streit hatte. Die Überprüfung des Mannes ergibt für die Kommissare allerdings keinen dringenden Tatverdacht. Dafür erhalten sie von ihm die Information, dass Martinez mit gefälschten Kubanischen Zigarren gehandelt hätte. Die Originalware wurde normalerweise von Händler Gisbert Gotzkowsky geliefert, der sich nicht sonderlich verwundert zeigt, dass Martinez vermutlich das Havanna Dream zum eigenen Nutzen mit Plagiaten versorgt hat. Die Kommissare durchschauen den durchtriebenen Geschäftsmann allerdings sehr schnell, denn Martinez hatte auf Gotzkowskys Drängen die gefälschten Zigarren verkauft, die er ihm geliefert hatte. Die Originalware schmuggelt der Händler in die USA, wo er die Zigarren zu Höchstpreisen verkaufen kann. Hilfe erhalten die Kommissare von der Kubanerin Carmen Badas. Sie arbeitet ebenfalls im Havanna Dream, ist aber eigentlich eine kubanische Polizistin, die nach Deutschland geschickt wurde, um undercover die illegalen Aktivitäten von Gotzkowsky aufzudecken. Das gelingt, da sich der Mann nachweislich eines Mordes schuldig gemacht hat, als er einen Dieb in seinem Zigarrenlager erschossen hatte und  so ist es nicht schwer, ihn zu einem Geständnis zu bewegen. Den Mord an Jesus Martinez leugnet er allerdings. Dafür kann Stubbe Martinez Witwe überführen. Maria Martinez-Lachmann hatte herausgefunden, dass ihr Mann sie betrügt und aus Eifersucht hatte sie ihn vergiftet.

## Hintergrund
Der Film wurde in Hamburg und Umgebung gedreht und am 24. November 2001 um 20:15 Uhr im ZDF erstausgestrahlt.

## Kritik
Für die Kritiker der Fernsehzeitschrift TV Spielfilm fanden: „Ohne karibisches Temperament, dafür mit nordischer Gelassenheit meistert Stubbe seinen 19. Fall.“ und vergaben dem Film eine mittlere Wertung (Daumen zur Seite).